# Куперт, Василий Иванович
Василий Иванович Куперт (13 марта 1906, село Белояр (ныне — Ачинского района), Енисейская губерния, Российская империя — 1982) — советский партийный и государственный деятель, председатель Томского облисполкома (1945—1949).

## Биография
Родился в крестьянской семье. Окончил исторический факультет ТГПИ (1948).
Работал ремонтным рабочим на Томской железной дороге (1922—1927), был председателем сельского общества потребителей села Белояр (1927—1929), работал в руководящих органах союзов потребительских обществ в Ачинске, Березовском районе, Ленинске-Кузнецком, Новосибирской области (1929—1942).
- 1942—1943 гг. — председатель Новосибирского областного Союза потребительских обществ,
- 1943—1944 гг. — первый заместитель председателя исполнительного комитета Новосибирского областного Совета,
- 1944—1945 гг. — третий секретарь Томского областного комитета ВКП(б),
- 1945—1949 гг. — председатель исполнительного комитета Томского областного Совета.

Избирался депутатом Верховного Совета РСФСР от Томской области (1947 г.). Под его руководством и при его участии в Томской области происходил переход к мирной жизни, реэвакуация части промышленных предприятий и учреждений, налаживание мирного производства, первые мероприятия по благоустройству города, восстановление культурных учреждений.
В июне 1949 г. был неожиданно снят с работы, покинул Томск, работал в Волжском речном пароходстве.
С 1961 года на пенсии.
Сын Юрий (1931—2019) — историк, профессор ТГУ.